# Laho (Ai-Assa)
Laho ist eine osttimoresische Aldeia im Suco Ai-Assa (Verwaltungsamt Bobonaro, Gemeinde Bobonaro). 2015 lebten in der Aldeia 138 Menschen.

## Geographie
Laho liegt im Westen des Sucos Ai-Assa. Östlich befindet sich die Aldeia Mazop und südöstlich die Aldeia Odelgomo. Im Norden grenzt Laho an den Suco Oeleo, im Osten an den Suco Tapo und im Süden an den Suco Leber. Aus Tapo kommend fließt der Laco durch den Norden von Laho, durch das Zentrum der Ilsa und durch den Süden aus Leber der Masi. Alle drei sind Nebenflüsse des Loumea. Im Osten der Aldeia liegt das Dorf Laho. Im Südwesten befinden sich zwischen den Flüssen Ilsa und Masi die kleine Siedlung Hol-Niol und ein weiteres Dorf.
Östlich des Dorfes Laho steht eine Grundschule.

## Politik
2023 wurde Afonso de Jesus Amaral zum Chefe de Aldeia gewählt.